# 银盏坳站
银盏坳站是一个京广线上的铁路车站，位于广东省清远市清城区龙塘镇，建于1908年。该站距丰台站2228公里，距广州站55公里。车站目前为四等站，不办理客运业务，货运办理整车货物发到，设有通往清远普华能源有限公司的专用线。车站另驻有广州大机段广州客专维修基地银盏坳基地等单位。

## 事件
2003年2月10日广安开往广州东的L13次列车运行在京广线源潭至银盏坳区间时，15号车厢的两名旅客因长时间旅行出现精神错乱，手持水果刀抓住一名16岁女孩，扬言“车上有人要杀我”。列车随即在银盏坳站临时停车，银盏坳站民警李勇飚上车后劝阻两名旅客下车，在两人下车时乘机将其制服。